# Jonathan Frakes
Jonathan Scott Frakes (Bellefonte, 19 de agosto de 1952) é um ator e diretor americano. Mais conhecido por seu papel de comandante William T. Riker na série de televisão Jornada nas Estrelas: A Nova Geração e nos filmes seguintes. Jonathan também apresentou a série Beyond Belief: Fact or Fiction, que desafiava a audiência a distinguir histórias inventadas de fatos documentados. Em janeiro de 2011, Jonathan narrou o documentário Lee and Grant, do Canal History. Ele também dublou o personagem David Xanatos, da série da Disney Gargoyles e dublou a si mesmo, como uma cabeça em um jarro na série animada Futurama, no episódio "Where No Fan Has Gone Before".
Jonathan dirigiu e estrelou o filme Star Trek: First Contact, bem como Star Trek: Insurrection. É também o autor do livro chamado The Abductors: Conspiracy. Em 2004 dirigiu Thunderbirds, versão cinematográfica da telessérie animada da década de 1960.
É casado com a atriz Genie Francis, desde 1988.

## Vida pessoal
Jonathan nasceu em Bellefonte, tendo crescido em Bethlehem, ambos na Pensilvânia, filho de Doris J. e Dr. James R. Frakes, uma família parte alemã, parte inglesa. Formado no ensino médio em 1970, ele tocou com a banda da escola, a Liberty High School Grenadier Band. Tem bacharelado em Artes pela Universidade Estadual da Pensilvânia.
Seu pai era crítico do New York Times Book Review, editor de livros e professor de Literatura Inglesa na Lehigh University de 1958 a 2001, tendo falecido no ano seguinte. Jonathan tem um irmão mais novo, Daniel, que faleceu em 1997 de câncer no pâncreas.
Jonathan conheceu a esposa Genie Francis no set da novela Bare Essence e depois ao filmar a minissérie North and South. Começaram a namorar em 1985, noivaram no ano seguinte e se casaram em 28 de maio de 1988, tendo dois filhos.

## Carreira
Nos anos 70, Jonathan trabalhou na Marvel Comics, aparecendo em convenções fantasiado de Capitão América. Depois de se mudar para Nova York, tornou-se membro da companhia teatral Impossible Ragtime Theater, onde fez sua primeira atuação na peça The Hairy Ape, dirigida por George Ferencz. Sua primeira atuação na Broadway foi no musical Shenandoah. Ao mesmo tempo, estreou na novela The Doctors. Quando seu personagem foi dispensado da novela, ele se mudou para Los Angeles, atuando em papéis pequenos em várias séries de TV dos anos 70 e 80, como The Dukes of Hazzard antes de ser escolhido para o papel do comandante William T. Riker em Star Trek: The Next Generation.
Jonathan dirigiu vários episódios de séries de TV, como Roswell, Leverage, Castle, NCIS: Los Angeles, Burn Notice, Falling Skies e recentemente Agents of S.H.I.E.L.D. e The Librarians.
Jonathan também faz workshops, e leciona no Waterfall Arts Center e no the Saltwater Film Society, ambos no Maine, dando aulas de direção de filmes. Ele e a esposa tinham uma loja de móveis, em Belfast, Maine, chamada The Cherished Home, fechada em 2012 pela falta de tempo de Genie em administrá-la, enquanto atuava.

## Filmografia
| Filmes    | Filmes                                       | Filmes                                                              | Filmes |  |
| Ano       | Título                                       | Papel                                                               | Notas |  |
| --------- | -------------------------------------------- | ------------------------------------------------------------------- | --- |  |
| 1994      | Camp Nowhere                                 | Bob Spiegel                                                         | |  |
| 1994      | Star Trek Generations                        | Comandante William T. Riker                                         | |  |
| 1996      | Star Trek: First Contact                     | Comandante William T. Riker                                         | Nominated-Blockbuster Entertainment Award for Best Supporting Actor Nominated-Saturn Award for Best Director |  |
| 1998      | Star Trek: Insurrection                      | Comandante William T. Riker                                         | |  |
| 2002      | Star Trek Nemesis                            | Capitão/Comandante William T. Riker                                 | |  |
| 2002      | Clockstoppers                                | Zelador                                                             | Não creditado                                                                                                |  |
| 2004      | Thunderbirds                                 | Policial                                                            | Não creditado                                                                                                |  |
| 2011      | The Captains                                 | Ele mesmo/Comandante William T. Riker                               | |  |
| 2018      | Devil's Gate                                 | Chefe da polícia local.                                             | |  |
|           |                                              |                                                                     | |  |
|           |                                              |                                                                     | |  |
| Ano       | Título                                       | Papel                                                               | Notas |  |
| 1978      | Charlie's Angels                             | Brad                                                                | Episódio: "Angel on My Miind"                                                                                |  |
| 1978      | Fantasy Island                               | Kirk Wendover                                                       | Episódio: "The War Games/Queen of the Boston Bruisers"                                                       |  |
| 1979      | The Waltons                                  | Ashley Longworth Jr.                                                | Episódio: "The Lost Sheep" and "The Legacy"                                                                  |  |
| 1979      | Eight Is Enough                              | Chapper                                                             | Episódio: "Separate Ways"                                                                                    |  |
| 1979      | The White Shadow                             | uncredited as Basketball Player                                     | Episódio: "One of the Boys"                                                                                  |  |
| 1980      | Beulah Land                                  | Adam Davis                                                          | |  |
| 1980      | The Night the City Screamed                  | Richard Hawkins                                                     | |  |
| 1981      | The Dukes of Hazzard                         | Jamie Lee Hogg                                                      | Episódio: "Mrs. Daisy Hogg" in a 4th Season episode entitled                                                 |  |
| 1981      | Harper Valley                                | Clutch Breath                                                       | Episódio: "Low Noon"                                                                                         |  |
| 1982      | Hart to Hart                                 | Adam Blake                                                          | Episode: "Harts and Palms"                                                                                   |  |
| 1982      | Hill Street Blues                            | Traficante de drogas                                                | Episódio: "Of Mouse and Man"                                                                                 |  |
| 1982      | Quincy, M.E.                                 | Leon Bohannon                                                       | Episódio: "The Face of Fear"                                                                                 |  |
| 1982      | Quincy, M.E.                                 | Cirugião                                                            | Episódio: "Ghost of a Chance"                                                                                |  |
| 1982      | Voyagers!                                    | Charles Lindbergh                                                   | Episódio: "An Arrow Pointing East"                                                                           |  |
| 1983      | Bare Essence                                 | Marcus Marshall                                                     | Vários episódios                                                                                             |  |
| 1984      | Highway to Heaven                            | Arthur Krock, Jr.                                                   | Episódio: "A Devine Madness"                                                                                 |  |
| 1984      | Five Mile Creek                              | Adam Scott                                                          | Episódio "Gold Fever"                                                                                        |  |
| 1984      | The Fall Guy                                 | Connors                                                             | Episode: "Always Say Always"                                                                                 |  |
| 1985      | The New Twilight Zone                        | Cara solteiro                                                       | Episódio: "But Can She Type?"                                                                                |  |
| 1985      | North and South                              | Stanley Hazard                                                      | |  |
| 1986      | Matlock                                      | D.A. Park                                                           | Episódio "The Angel"                                                                                         |  |
| 1987–1994 | Star Trek: The Next Generation               | Comandante William T. Riker/Lt. Thomas Riker                        | Personagem principal (176 episódios)                                                                         |  |
| 1988      | Reading Rainbow                              | Ele mesmo                                                           | Episódio: "The Bionic Bunny Show"                                                                            |  |
| 1994      | Wings                                        | Gavin Rutledge                                                      | Episódio: "All's Fare"                                                                                       |  |
| 1994      | Star Trek: Deep Space Nine                   | Lt. Thomas Riker                                                    | Episódio "Defiant"                                                                                           |  |
| 1994–1996 | Gargoyles                                    | David Xanatos, Coyote (voice)                                       | |  |
| 1995      | Lois & Clark: The New Adventures of Superman | Tim Lake                                                            | Episódio: "Don't Tug on Superman's Cape"                                                                     |  |
| 1995      | Cybill                                       | Ele mesmo                                                           | Episódio: "Starting on the Wrong Foot"                                                                       |  |
| 1996      | Star Trek: Voyager                           | Commander William T. Riker                                          | Episode: "Death Wish"                                                                                        |  |
| 1998–2002 | Beyond Belief: Fact or Fiction?              | Himself (presenter)                                                 | 45 episodes                                                                                                  |  |
| 1999      | Roswell                                      | Ele mesmo                                                           | Episódio: "The Convention"                                                                                   |  |
| 2000      | 3rd Rock from the Sun                        | Larry McMichael                                                     | Episódio: "Gwen, Larry, Dick and Mary"                                                                       |  |
| 2000      | Ghosts: Caught on Tape                       | Ele mesmo (narrador)                                                | |  |
| 2002      | Futurama                                     | Ele mesmo (voz)                                                     | Episódio:Where No Fan Has Gone Before                                                                        |  |
| 2005      | Star Trek: Enterprise                        | Comandante William T. Riker                                         | Episódio:"These Are the Voyages..."                                                                          |  |
| 2005      | Family Guy                                   | Commander William T. Riker (voice)                                  | Episode: Peter's Got Woods                                                                                   |  |
| 2009      | Family Guy                                   | Ele mesmo (voz)                                                     | Episódio:Not All Dogs Go to Heaven                                                                           |  |
| 2009      | Leverage                                     | uncredited as patient in neck brace in season one episode           | Episódio:The Snow Job                                                                                        |  |
| 2010      | Criminal Minds                               | Dr. Arthur Malcolm                                                  | Episódio: "The Uncanny Valley"                                                                               |  |
| 2010      | NCIS: Los Angeles                            | Comandante da Marinha Dr. Stanfill                                  | Episódio: "Disorder"                                                                                         |  |
| 2011      | The Super Hero Squad Show                    | High Evolutionary (voice only)                                      | Episódio:The Devil Dinosaur You Say!                                                                         |  |
| 2012      | Leverage                                     | Uncredited man in background at Consumer Products Safety Commission | Episódio: "The Toy Job"                                                                                      |  |
| 2013      | Adventure Time                               | Finn Adulto                                                         | Episódio: ""Puhoy" and "Dungeon Train""                                                                      |  |
| 2014      | Hit The Floor                                |                                                                     | Episódio: "Blow Out"                                                                                         |  |
| 2016      | Guardians of the Galaxy                      | J'Son (Voz)                                                         | 12 episódios                                                                                                 |  |
| 2016      | Future-Worm!                                 | Steak Starbolt (Voz)                                                | 3 episódios                                                                                                  |  |
| 2018      | After Trek                                   | Ele mesmo                                                           | Episódio: "Vaulting Ambition"                                                                                |  |
| 2019      | Como Vender Drogas Online (Rápido)           | Ele mesmo                                                           | Episódio: "A vida não é justa, lide com isso"                                                                |  |

## Trabalhos como diretor

### Filmes
- Star Trek: Klingon (1996) – interactive movie
- Star Trek: First Contact (1996)
- Star Trek: Insurrection (1998)
- Clockstoppers (2002)
- Thunderbirds (2004)
- The Librarian: Return to King Solomon's Mines (2006)
- The Librarian: Curse of the Judas Chalice (2008)

### Televisão
- Star Trek: The Next Generation
  - 3.16 - The Offspring (1990)
  - 4.07 - Reunion (1990)
  - 4.21 - The Drumhead (1991)
  - 5.18 - Cause and Effect (1992)
  - 6.09 - The Quality of Life (1992)
  - 6.20 - The Chase (1993)
  - 7.08 - Attached (1993)
  - 7.14 - Sub Rosa (1994)
- Star Trek: Deep Space Nine
  - 3.02 - The Search, Part II (1994)
  - 3.08 - Meridian (1994)
  - 3.13 - Past Tense, Part II (1995)
- Star Trek: Voyager
  - 2.03 - Projections (1995)
  - 2.07 - Parturition (1995)
  - 2.13 - Prototype (1996)
- Diagnosis Murder
  - 3.18 - Left-Handed Murder (1996)
- Roswell
  - 1.07 - River Dog (1999)
  - 1.19 - Four Square (2000)
  - 1.21 - The White Room (2000)
  - 3.04 - Secrets and Lies (2001)
  - 3.08 - Behind the Music (2001)
- The Twilight Zone
  - The Lineman (2002)
- Masters of Science Fiction
  - The Discarded (2007)
- Leverage (série)
  - 1.07 - The Wedding Job (2009)
  - 1.11 - The Juror #6 Job (2009)
  - 2.04 - The Fairy Godparents Job (2009)
  - 2.11 - The Bottle Job (2010)
  - 3.02 - The Reunion Job (2010)
  - 3.06 - The Studio Job (2010)
  - 3.13 - The Morning After Job (2010)
  - 4.09 - The Queen's Gambit Job (2011)
  - 4.12 - The Office Job (2011)
  - 4.15 - The Lonely Hearts Job (2011)
  - 5.03 - The First Contact Job (2012)
  - 5.05 - The Gimme a K Street Job (2012)
- Dollhouse
  - 2.04 - Belonging (2009)
- Castle
  - 2.08 - Kill the Messenger (2009)
  - 5.06 - The Final Frontier (2012)
  - 5.20 - The Fast and the Furriest (2013)
- NCIS: Los Angeles
  - 1.14 - LD50 (2010)
  - 2.11 - Disorder (2010)
  - 3.16 - Blye, K. (2012)
  - 4.10 - Free Ride (2012)
  - 5.02 - Impact (2013)
- V
  - 1.07 - John May (2010)
- Persons Unknown
  - 1.05 - Incoming (2010)
  - 1.10 - Seven Sacrifices (2010)
  - 1.11 - And Then There Was One (2010)
- The Good Guys
  - 1.09 - Don't Taze Me, Bro (2010)
  - 1.16 - Silence of the Dan (2010)
- The Glades
  - 1.08 - Marriage Is Murder (2010)
  - 2.04 - Moonlighting (2011)
  - 4.02 - Shot Girls (2013)
- Burn Notice
  - 4.14 - Hot Property (2010)
  - 5.06 - Enemy Of My Enemy (2011)
  - 5.17 - Acceptable Loss (2011)
  - 6.09 - Official Business (2012)
  - 7.06 - All or Nothing (2013)
- Bar Karma
  - 1.09 - Three Times a Lady (2011)
- Falling Skies
  - 3.09 - Journey to Xilbalba (2013)
  - 4.06 - Door Number Three (2014)
  - 5.06 - Respite (2015)
- King & Maxwell
  - 1.08 - Job Security (2013)
- Agents of S.H.I.E.L.D.
  - 1.08 - The Well (2013)
- Switched at Birth
  - 3.06 - The Scream (2014)
  - 4.08 - Art Like Love is Dedication (2015)
- Hit the Floor
  - 2.03 - Behind the Back (2014)
  - 2.04 - Full-Court Press (2014)
- The Librarians
  - 1.04 - And Santa's Midnight Run (2014)
  - 1.06 - And the Fables of Doom (2015)
  - 1.10 - And the Loom of Fate (2015)
- The Orville
  - 1.05 - Pria (2017)
- Star Trek: Discovery
  - 1.10 - Despite Yourself (2018)

## Links
- Jonathan Frakes. no IMDb.
- Jonathan Frakes (em inglês) no Allmovie
- Jonathan Frakes no X
- Jonathan Frakes profile at NNDB
- Jonathan Frakes in-depth interview at The SCI FI Channel Australia Blog